# شيرامي لي
شيرامي لي كوين (بالإنجليزية: Cherami Leigh Kuehn) هي ممثلة أمريكية ولدت في 19 يوليو 1988 في دالاس، تكساس، الولايات المتحدة الأمريكية.

## أدوارها في السينما الأمريكية
- السديم - مراهقة

## أدوارها في الأنمي

### مسلسلات أنمي تلفزيونية
- غوست هنت - ماي تانياما
- ون بيس - فلفل، آيسا، مس غولدنويك، كارول ماسترسون
- الإكسورسيست الأزرق - يوري إيغين
- بلاك كات - أيا
- شيكي - سوناكو كيريشيكي
- الرمية الكبرى - تشيو شينوؤكا
- الخيميائي الفولاذي - إليسيا هيوز
- برج درواغا (أنمي) - أو رو
- برج درواغا 〜the Sword of URUK〜 - أو رو
- ناباري نو أو - شيجيما كوروؤكانو
- لاينباريل الحديدي - شيزونا إندو
- إينيشال دي Second Stage - كازومي أكياما
- إينيشال دي Fourth Stage - كازومي أكياما
- إكس إكس إكس هوليك - هيماواري كونوغي
- دي جرايمان - رود كاميلوت
- فايري تايل - لوسي هارتفيليا، لوسي آشلي
- داركر ذان بلاك: المقاول الأسود - ماي كاشيواغي، جولاي
- داركر ذان بلاك: جوزاء النيزك - جولاي
- C - هانابي إيكوتا
- إندكس معينة خاصة بالسحر II - كازاري أويهارو
- رايلغان معينة خاصة بالعلم - كازاري أويهارو
- أوكامي-سان ورفاقها السبعة - ماتشيكو هيمورا
- أسطورة الأبطال الأسطوريين - كو أورلا
- سكول رمبل:الفصل الدراسي الثاني - ساتسوكي تاوارايا
- موشيشي - رينزو (العرش الأخضر)
- نادي مضيفي ثانوية أوران - كيريمي نيكوزاوا
- سيكيري - هيبيكي
- سيكيري Pure Engagement - هيبيكي
- سول إيتر - باتي تومبسون
- تسوباسا كرونيكل - سوزوران
- شيكاباني هيمي: أكا - إيتسكي ياماغامي
- شيكاباني هيمي: كورو - إيتسكي ياماغامي
- هيرويك إيج - يوتي لا
- أويدو روكيت - شونبي
- الخادم الأسود - إليزابيث ميدلفورد
- الخادم الأسود II - إليزابيث ميدلفورد
- الخادم الأسود Book of Circus - إليزابيث ميدلفورد
- باكانو! - ماري بيريام
- شاكوغان نو شانا II - شانا
- شاكوغان نو شانا III(فاينل) - شانا
- سورد آرت أونلاين - أسونا/أسونا يوكي
- سورد آرت أونلاين II - أسونا/أسونا يوكي
- سايكو-باس - ميكا شيموتسوكي
- عروس سيتو - لونا إيدوماي
- كود:بريكر - نينيني فوجيوارا
- ستاينز;غيت - سوزوها أماني
- ستاينز;غيت 0 - سوزوها أماني، يوكي أماني
- الآلي السليم دايميدالر - كيريكو كيونا
- البدلة المتنقلة جاندام: أيتام الدم الحديدي - كوديليا أينا بيرنستاين
- موب سايكو 100 - تومي كوراتا
- الرقيب كيرورو - ناتسومي هيناتا
- ماغي: The Kingdom of Magic - توتو
- أونميوجي نجم التوأم - هاروكا كايبارا
- فيوليت إيفرغاردن - آيريس كاناري

### أنمي الإنترنت
- هيتاليا Axis Powers - ليختنشتاين
- ديفل مان: الطفل الباكي - ميكو

### أوفا أنمي
- المعلم الساحر نيغيما!: الربيع - سيتسونا ساكورازاكي، أكيرا أوكوتشي
- المعلم الساحر نيغيما!: الصيف - سيتسونا ساكورازاكي، أكيرا أوكوتشي
- شاكوغان نو شانا S - شانا
- بوروتو: ناروتو الفيلم - سارادا أوتشيها

### أفلام أنمي
- سمر وورز - ماو جينّوتشي
- إكس إكس إكس هوليك: حلم ليلة منتصف الصيف - هيماواري كونوغي
- هيتاليا: الشاشة الفضية Paint it, White - ليختنشتاين
- ترايجان Badlands Rumble - أميليا (أيام الطفولة)
- فيلم شاكوغان نو شانا - شانا
- فيلم فايري تايل: حارسة العنقاء - لوسي هارتفيليا
- الخادم الأسود Book of the Atlantic - إليزابيث ميدلفورد
- ستاينز;غيت: ديجا فو منطقة العبء - سوزوها أماني
- فيلم سورد آرت أونلاين: أوردينال سكيل - أسونا

## أدواره في الرسوم المتحركة
- تحول ميكارد - إيزوبيل، PA Announcer (الحلقة 13)، حارس الحديقة 3 (الحلقة 14)

## أدوارها في ألعاب الفيديو
- دانغانرونبا أناذر إيبيسود: ألترا ديسبير غيرلز - كومارو نايغي
- بيرسونا 5 - ماكوتو نيجيما
- بيرسونا 5 دانسينغ إن ستارلايت - ماكوتو نيجيما

## وصلات خارجية
- شيرامي لي على موقع IMDb (الإنجليزية)
- شيرامي لي على موقع روتن توميتوز (الإنجليزية)
- شيرامي لي على موقع روتن توميتوز (الإنجليزية)
- شيرامي لي على موقع ألو سيني (الفرنسية)
- شيرامي لي على موقع أول موفي (الإنجليزية)
- شيرامي لي على موقع ديسكوغز (الإنجليزية)
- شيرامي لي على موقع قاعدة بيانات الفيلم (الإنجليزية)
- شيرامي لي على موقع كينوبويسك (الروسية)
- شيرامي لي على موقع ANN person (الإنجليزية)